# Grupo 10 de Astronautas da NASA

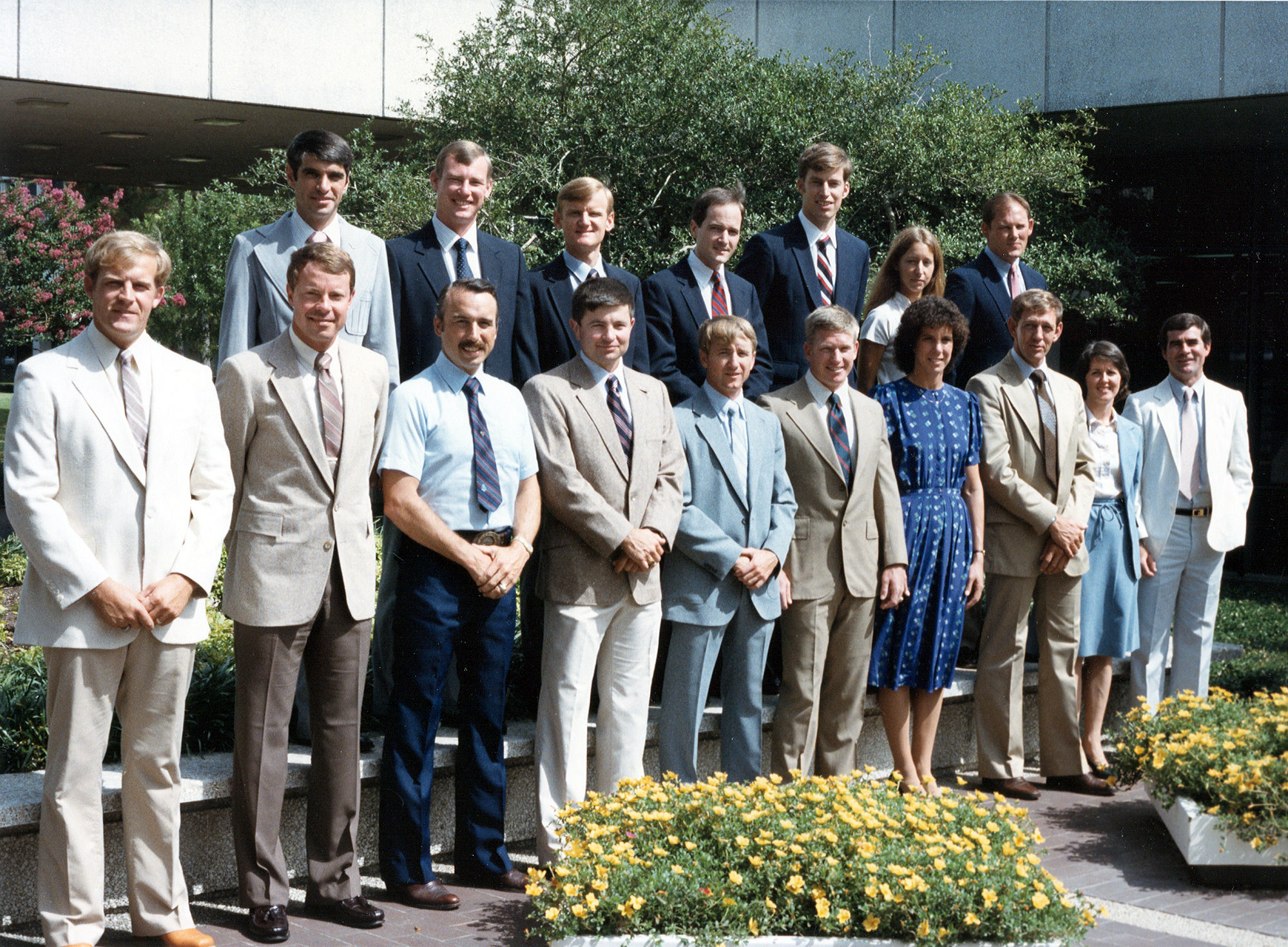
Os astronautas em 1984. Atrás: Gutierrez, Brown, Casper, Low, Wetherbee, Ivins e Carter. Frente: Lee, Hammond, Adamson, Cameron, Culbertson, Shepherd, Baker, McCulley, Thornton e Veach.

O Grupo 10 de Astronautas da NASA, conhecidos como As Larvas, foi um grupo de dezessete astronautas selecionados pela NASA no ano de 1984. Embora tenham sido selecionados em 1984, o primeiro astronauta deste grupo voou em uma missão quatro anos depois da seleção, que foi o astronauta William Shepherd na STS-27 no ano de 1988, devido ao acidente do ônibus espacial Challenger em 1986, que paralisou as atividades do programa espacial norte-americano por cerca de dois.
Neste grupo, o astronauta que voou mais vezes foi James Wetherbee, com seis missões realizadas, enquanto que quem voou menos vezes foram os astronautas Michael McCulley e Sonny Carter com apenas uma missão realizada, a STS-34. Outros astronautas deste grupo também fizeram várias missões incluem Shepherd, Frank Culbertson e Marsha Ivins. Shepherd, no ano de 2000, se tornou o primeiro comandante de uma expedição, a Expedição 1, na Estação Espacial Internacional, que nesse período estava sendo iniciada a sua construção.

## Astronautas

### Pilotos
| Imagem | Nome                    | Nascimento             | Carreira                                    | ref    |
| ------ | ----------------------- | ---------------------- | ------------------------------------------- | ------ |
|        | Kenneth D. Cameron      | 29 de novembro de 1949 | STS-37 STS-56 STS-74                        | [ 7 ]  |
|        | John H. Casper          | 9 de julho de 1943     | STS-36 STS-54 STS-62 STS-77                 | [ 8 ]  |
|        | Frank L. Culbertson Jr. | 15 de maio de 1949     | STS-38 STS-51 STS-105 Expedição 3 STS-108   | [ 9 ]  |
|        | Sidney M. Gutierrez     | 27 de junho de 1951    | STS-40 STS-59                               | [ 10 ] |
|        | L. Blaine Hammond Jr.   | 16 de janeiro de 1952  | STS-39 STS-64                               | [ 11 ] |
|        | Michael J. McCulley     | 4 de agosto de 1943    | STS-34                                      | [ 4 ]  |
|        | James D. Wetherbee      | 27 de novembro de 1952 | STS-32 STS-52 STS-63 STS-86 STS-102 STS-113 | [ 3 ]  |

### Especialistas
| Imagem | Nome                 | Nascimento              | Falecimento          | Carreira                                             | ref    |
| ------ | -------------------- | ----------------------- | -------------------- | ---------------------------------------------------- | ------ |
|        | James C. Adamson     | 3 de março de 1946      |                      | STS-28 STS-43                                        | [ 12 ] |
|        | Ellen L. S. Baker    | 27 de abril de 1953     |                      | STS-34 STS-50 STS-71                                 | [ 13 ] |
|        | Mark N. Brown        | 18 de novembro de 1951  |                      | STS-28 STS-48                                        | [ 14 ] |
|        | Manley L. Carter Jr. | 15 de agosto de 1947    | 5 de abril de 1991   | STS-33                                               | [ 5 ]  |
|        | Marsha S. Ivins      | 15 de abril de 1951     |                      | STS-32 STS-46 STS-62 STS-81 STS-98                   | [ 15 ] |
|        | Mark C. Lee          | 14 de agosto de 1952    |                      | STS-30 STS-47 STS-64 STS-82                          | [ 16 ] |
|        | G. David Low         | 19 de fevereiro de 1956 | 15 de março de 2008  | STS-32 STS-43 STS-57                                 | [ 17 ] |
|        | William M. Shepherd  | 26 de julho de 1949     |                      | STS-27 STS-41 STS-52 Soyuz TM-31 Expedição 1 STS-102 | [ 18 ] |
|        | Kathryn C. Thornton  | 17 de agosto de 1952    |                      | STS-33 STS-49 STS-61 STS-73                          | [ 19 ] |
|        | Charles L. Veach     | 18 de setembro de 1944  | 3 de outubro de 1995 | STS-39 STS-52                                        | [ 20 ] |